# Edison International
Edison International, tidigare SCE Corp, är ett amerikanskt förvaltningsbolag inom energibranschen. Företaget äger elproducenten Southern California Edison och konsultföretaget Edison Energy.

## Historik
Förvaltningsbolaget grundades 1988 som SCE Corp av Southern California Edison i syfte äga elproducenten. På 1990-talet började ett dotterbolag Edison Mission Energy investera i kraftverksprojekt i Australien, Filippinerna, Indonesien, Italien, Storbritannien, Thailand och Turkiet. Runt millennieskiftet 2000 var förvaltningsbolaget och Southern California Edison nästintill konkursmässiga på grund av dels avreglerad energimarknad i Kalifornien. Dels att inköpspriset på elektricitet sköt i höjden samtidigt som de inte fick ta ut de faktiska kostnaderna från sina konsumenter. Företagen klarade sig dock från konkurs efter insatser från delstaten och ett nödavtal upprättades om en tilläggsavgift som betalades av just konsumenterna.
I december 2014 såldes Edison Mission Energy till NRG Energy för mer än 2,6 miljarder amerikanska dollar. I mars 2016 grundade Edison ett nytt dotterbolag med namnet Edison Energy, som skulle vara ett konsultföretag för Fortune 500-företag i syfte att ge rådgivning i energifrågor. Det har dock expanderat och inkluderar företag både i Europa och Nordamerika.